# Tíjola
Tíjola ist eine spanische Gemeinde in der Comarca Valle del Almanzora der Provinz Almería in der Autonomen Gemeinschaft Andalusien. Die Bevölkerung von Tíjola bestand im Jahr 2024 aus 3.549 Einwohnern.

## Geografie
Die Gemeinde grenzt an Armuña de Almanzora, Bayarque, Cúllar, Lúcar und Serón.

## Geschichte
In der Antike war Tíjola die phönizische Kolonie von Tagilit.